# Кубышкин, Валерий Алексеевич
Валерий Алексеевич Кубышкин (род. 25 мая 1944 года в Смоленской области) — хирург, академик РАН, доктор медицинских наук, профессор, с 2011 года по 2016 год — директор ФГБУ «Институт хирургии имени А. В. Вишневского».

## Биография
Родился 25 мая 1944 года.
В 1968 году окончил 2-й МОЛГМИ им. Н. В. Пирогова. Был принят в клиническую ординатуру, а затем в аспирантуру кафедры факультетской хирургии. Его наставником и учителем был профессор, а позднее академик РАМН и РАН В. С. Савельев.
С 1971 г. — ассистент, с 1983 г. — доцент, с 1988 г. — профессор кафедры факультетской хирургии.
В 1973 г. — защитил кандидатскую диссертацию на тему «Лечение острого аппендицита и аппендикулярного перитонита».
В 1985 г. — защитил докторскую диссертацию на тему «Панкреонекроз. Диагностика и лечение».
В 1989 г. В. А. Кубышкину присуждено звание лауреата Государственной премии РСФСР за вклад в решение проблем хирургии гнойного перитонита и панкреонекроза.
С 1991 г. профессор В. А. Кубышкин возглавляет крупное подразделение Института хирургии им. А. В. Вишневского — отдел абдоминальной хирургии.
В. А. Кубышкин уделяет большое внимание изучению и разработке современных хирургических технологий и инструментальных методик. Под его руководством внедрены антирефлюксные операции на желудке, обоснована тактика органосохраняющих и реконструктивных вмешательств при язвенной болезни двенадцатиперстной кишки.
В 1998 г. выпускает монографию «Гастроэзофагеальная рефлюксная болезнь», основанную на опыте коллектива. Монография привлекла внимание к этой проблеме отечественных исследователей и практических врачей.
С 2000 г. В. А. Кубышкин — член-корреспондент Российской академии медицинских наук (РАМН). Также В. А. Кубышкин является вице-президентом, Российского отделения международной ассоциации гепатопанкреатобилиарных хирургов, заместитель председателя Проблемной комиссии по хирургии органов брюшной полости РАМН, учёный секретарь секции Комиссии Президента РФ по Государственным премиям в области науки и техники, национальный представитель в, член Правления Российской ассоциации эндоскопических хирургов, несколько лет возглавлял Хирургическое общество Москвы и Московской области.
В 2002 г. получает премию Правительства РФ за разработку уникальных технологий для лечения больных злокачественными новообразованиями печени и печеночных протоков.
В 2003 г. был заместителем директора по научной работе Института хирургии им. А. В. Вишневского. В этом же году он выпускает 2 монографии: «Рак поджелудочной железы» и «Операции на печени». Заслуги В. А. Кубышкина перед отечественной медициной отмечены орденом Почёта.
С 2007 г. по 2011 г. В. А. Кубышкин возглавлял кафедру общей хирургии МГМСУ.
С 2011 г. по 2015 г. В. А. Кубышкин — заведующий кафедрой хирургии факультета фундаментальной медицины МГУ им. М.В. Ломоносова.
В 2011 г. был назначен директором ФГБУ «Институт хирургии им. А. В. Вишневского», в этом же году избирается действительным членом (академиком) Российской академии медицинских наук (РАМН), с 2014 года (РАМН) присоединилась к (РАН).
С 2013 г. является главным внештатным специалистом хирургом Министерства здравоохранения РФ.

## Профессиональная и научная деятельность
Клиническая специализация: хирургия печени и поджелудочной железы, лапароскопическая хирургия, хирургия органов брюшной полости. Профессор В. А. Кубышкин один из ведущих специалистов в области абдоминальной хирургии и, в частности, хирургической панкреатологии. Работа Валерия Алексеевича в этом направлении заложила основу диагностической и лечебной тактики. В. А. Кубышкин — один из тех, кто способствовал становлению и развитию эндоскопической хирургии в нашей стране. Благодаря его работе в повседневную практику вошли минимально инвазивные операции на органах брюшной полости, он является признанным специалистом в области хирургического лечения гастроэзофагеальной рефлюксной болезни. Одним из первых он обосновал современные принципы диагностики, показания и технику лапароскопических вмешательств на пищеводно-желудочном переходе и диафрагме.
Автор 7 монографий, 6 глав в национальных руководствах по хирургии и более 300 научных статей. Под руководством В. А. Кубышкина выполнено 12 докторских и 18 кандидатских диссертаций. Главный редактор и член редколлегий ряда авторитетных медицинских журналов — «Хирургия», «Эндоскопическая хирургия», «Анналы хирургической гепатологии», «Креативная хирургия и онкология»
.

## Членство в профессиональных организациях
- Академик Российской академии медицинских наук (РАМН)
- Президент Российского общества симуляционного обучения в медицине (РОСОМЕД) — источник информации
- Член Правления Российской ассоциации эндоскопических хирургов
- Национальный представитель в Европейской ассоциации эндоскопических хирургов